# 日本温泉地域学会
日本温泉地域学会（にほんおんせんちいきがっかい、英：Regional Science Association of Spa, Japan）は、日本の温泉地に関する人文・社会・自然の総合的な研究の場であると共に、各温泉地の諸問題の解決に寄与することを目的とした学会(任意団体)。略称は英称を省略した“RSA”。

## 略歴
- 2003年（平成15年）5月11日 - 群馬県草津温泉にて行われた創立総会を以て設立
- 2013年（平成25年） - 創立10周年を迎え、同じく草津温泉で記念大会が開催される

## 全国大会
- 全国大会は毎年春季・秋季の2回にわたり開催され、第1回の群馬県草津温泉に続いて、宮城県東鳴子温泉、大分県由布院温泉、神奈川県強羅温泉、長野県昼神温泉、福島県土湯温泉、静岡県伊豆長岡温泉などで開催され、最近では第27回大会が2016年（平成28年）6月に長野県下條温泉で開催された。

## 論文集
- 論文集「温泉地域研究」は毎年春季・秋季の2回にわたり刊行される。最新号は2016年3月発行の第26号で、これまで論文78編、研究ノート41編のほか、資料、シンポジウム概要などが掲載された。